# Зеленодольская городская община
Зеленодольская городская территориальная община (укр. Зеленодольська міська територіальна громада) — территориальная община в Украине, в Криворожском районе Днепропетровской области. Административный центр — город Зеленодольск.
Площадь общины — 310,4 км², население — 18 637 человек (2020).
Образована 30 июля 2015 как объединенная территориальная община, путем объединения Зеленодольского городского и Великокостромского, Марьянского сельских советов Апостоловского района. После реформы 2020 года и ликвидации Апостоловского района, община стала частью Криворожского района.

## География
Зеленодольская ГТО граничит на севере и северо-западе с Апостоловской городской территориальной общиной, на северо-востоке с Грушевской сельской территориальной общиной (обе соседние общины принадлежат Днепропетровской области), на юге с Нововоронцовской поселковой общины Бериславского района Херсонской области.
До 6 июня 2023 года, когда российские оккупанты взорвали дамбу Каховской ГЭС, Зеленодольская ГТО на востоке имела выход к Каховскому водохранилищу на реке Днепр. А после уничтожения Каховской ГЭС и исчезновения Каховского водохранилища остался выход в русло реки.

## Населённые пункты
В состав общины входят 1 город и 3 села:
| Населённый пункт | Население (2015) |
| ---------------- | ---------------- |
| Зеленодольск     | 14030            |
| Марьянское       | 3821             |
| Великая Долина   | 2385             |
| Малая Долина     | 620              |